# Marie Blanc

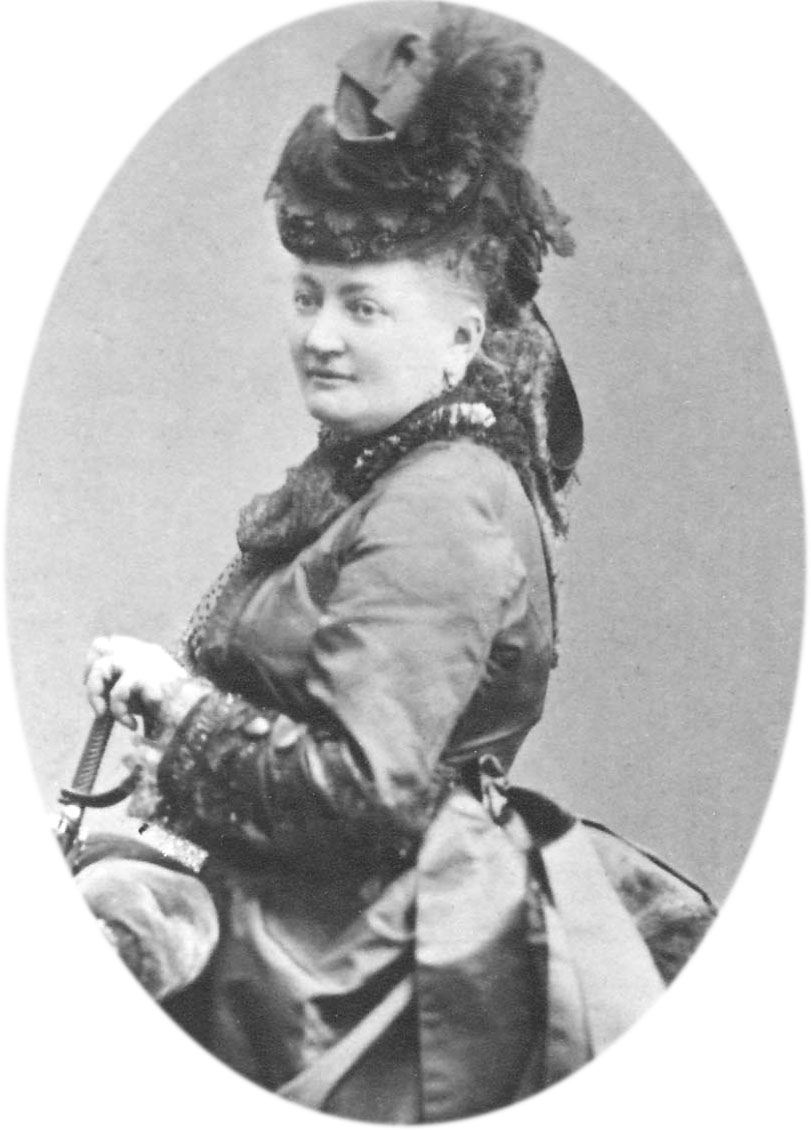
Marie Blanc um 1880

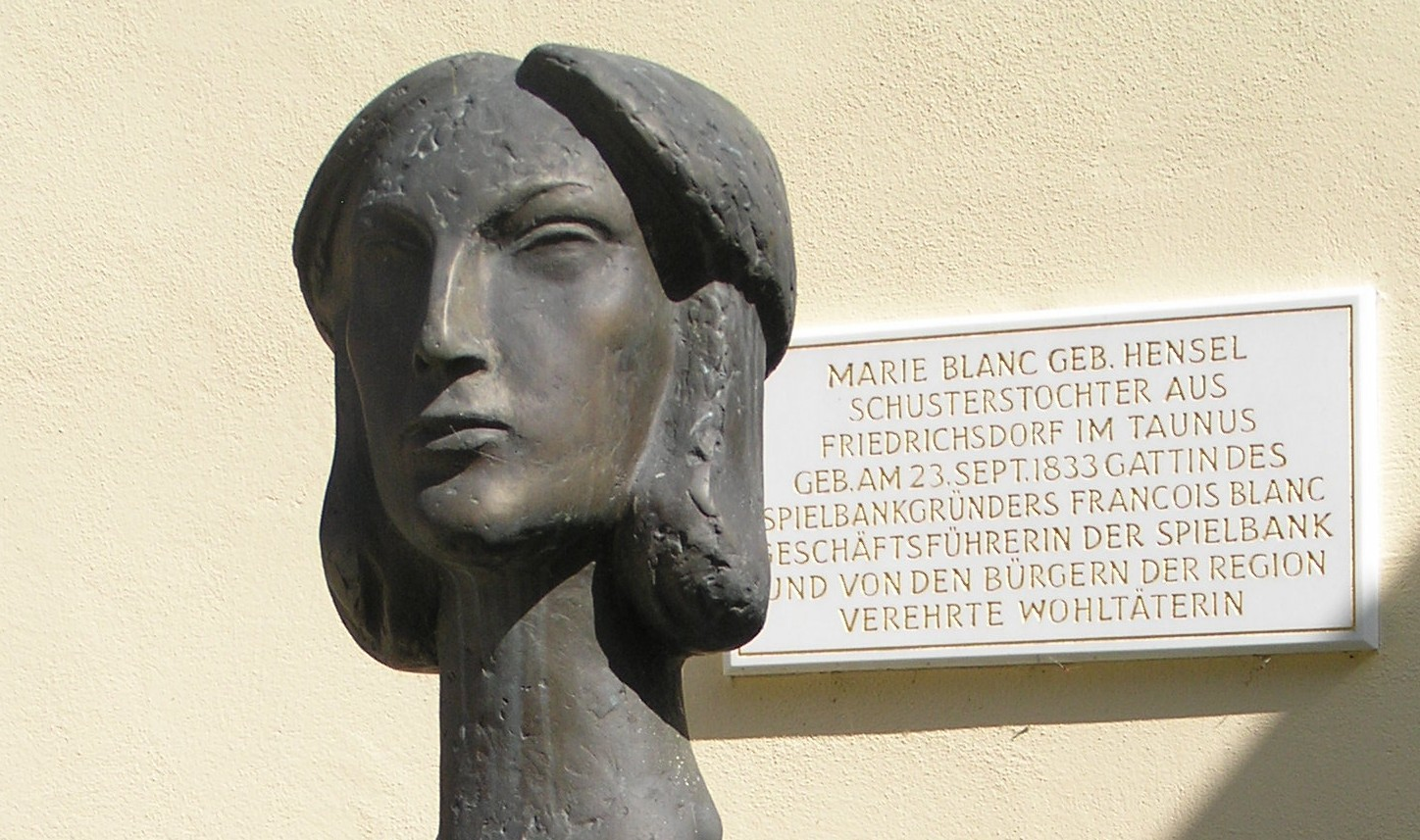
Büste von Marie Blanc vor der Spielbank Bad Homburg

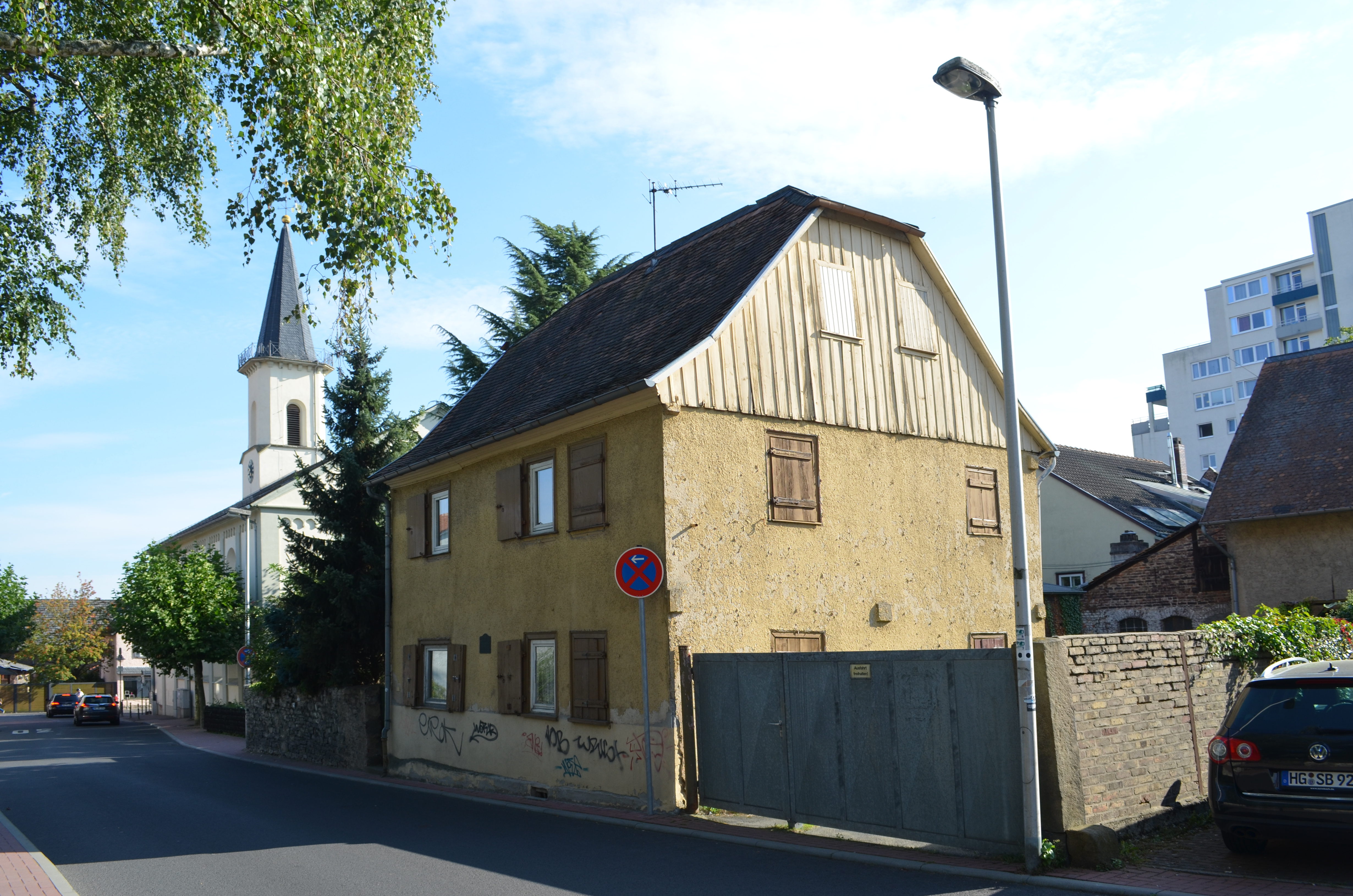
Taunusstraße 4, das Geburtshaus von Marie Blanc

Marie Charlotte Blanc (* 23. September 1833 in Friedrichsdorf als Marie Charlotte Hensel; † 25. Juli 1881 auf Schloss Moutiers, Frankreich) war eine deutsch-französische Spielbankdirektorin und Philanthropin. Sie wurde als „Madame Blanc“ an der Seite ihres Ehemanns François Blanc berühmt.

## Leben
Marie Blanc wurde im Haus Taunusstraße 4 in Friedrichsdorf als Tochter des Friedrichsdorfer Schusters Caspar Hensel und seiner Ehefrau Catharine (geb. Stemler) geboren. Nach dem frühen Tod der Mutter heiratete ihr Vater kurz darauf wieder und Marie wuchs mit neun Geschwistern und Halbgeschwistern zusammen in eher bescheidenen Verhältnissen auf. Eine Verwandte führte die junge Marie als Dienstmädchen in den Haushalt des reichen Homburger Spielbankpächters François Blanc ein. Zwischen den beiden bahnte sich alsbald eine Liebesbeziehung an. Nachdem Marie Hensel in der vornehmen Pariser Klosterschule „St. Maria de la Rose“ in einer vierjährigen Ausbildung die angemessenen Gesellschaftsfähigkeit erlangt hatte, heirateten sie und der 27 Jahre ältere François Blanc am 20. Juni 1854 in Paris. Zwei Jahre später wurde ihr erstes Kind geboren, Louise. Es folgten Edmond
und Marie. Zeitweilig lebten auch François’ beide älteren Söhne Camille und Charles mit in der häuslichen Gemeinschaft.
Man sagt Marie Blanc nach, dass sie den Reichtum sehr liebte und genoss. Dennoch unterstützte sie stets die Armen reichlich mit Geldmitteln, ebenso ihre Eltern und die weitere Friedrichsdorfer Verwandtschaft.
Als François, der die 1863 neu wiedereröffnete Spielbank Monte Carlo seitdem zu Weltruhm gebracht hatte, 1877 starb, übernahm Marie seine Position als Generaldirektor der Casino-Gesellschaft von Monte Carlo.
Nur vier Jahre nach ihrem Mann starb Marie Blanc auf ihrem Schloss Moutiers in Frankreich und wurde im Blanc’schen Familiengrab auf dem Cimetière du Père-Lachaise in Paris beigesetzt.

## Kinder
- Louise (1854–1911), Prinzessin Constantin Radziwiłł: zwei Kinder, Lise (Herzogin von Larochefoucault-Doudeauville) und Léon (1880–1927), einer der Prototypen Robert de Saint-Loup von Marcel Prousts Auf der Suche nach der verlorenen Zeit
- Edmond (1856–1920): Ehefrau Marthe Galinier (1874–1947), zwei Söhne, Édouard Edmond-Blanc (1904–1952) und François Edmond-Blanc (1908–1996)
- Marie-Félix (1859–1882), Prinzessin Roland Bonaparte: eine Tochter, Marie Bonaparte, Prinzessin Georg von Griechenland

## Ehrungen
Eine Büste von Marie Blanc steht auf der rechten Seite des Eingangs der Spielbank Bad Homburg.
In ihrer Heimatstadt Friedrichsdorf erinnert eine nach ihr benannte Straße an die berühmte Tochter der Stadt.

## Unterhaltsames
- Rolf Palm: Ich schenk’ dir Monte Carlo. Roman (= Bastei Lübbe 12068 Exklusiv). Bastei-Verlag Lübbe, Bergisch Gladbach 1977, ISBN 3-404-00598-8. Der Roman erzählt die Geschichte der Friedrichsdorferin Marie Hensel, die von der armen Schustertochter als Madame Blanc zur „Grande Dame“ des Spielcasinos von Monte Carlo aufstieg.